# USS Lansing (DE-388)
USS Lansing (DE-388/DER-388) là một tàu hộ tống khu trục lớp Edsall từng phục vụ cùng Hải quân Hoa Kỳ trong Chiến tranh Thế giới thứ hai. Nó là chiếc tàu chiến duy nhất của Hải quân Hoa Kỳ được đặt cái tên này, theo tên hạ sĩ quan kỹ thuật không lực William Henry Lansing (1914-1942), người từng phục vụ cùng Liên đội Tuần tra VPB-43 tại khu vực quần đảo Aleut, và đã tử trận ngày 11 tháng 6, 1942 trong một phi vụ bắn phá tàu bè Nhật Bản tại cảng Kiska. Nó đã phục vụ cho đến khi chiến tranh kết thúc, xuất biên chế năm 1946, rồi được chuyển cho Tuần duyên Hoa Kỳ để phục vụ như là chiếc USCGC Lansing (WDE-488) từ năm 1952 đến năm 1954. Sau khi hoàn trả cho Hải quân, nó được xếp lại lớp như một tàu hộ tống khu trục cột mốc radar DER-388 để tiếp tục phục vụ cho đến năm 1965. Con tàu cuối cùng bị bán để tháo dỡ vào năm 1974.

## Thiết kế và chế tạo
Lớp Edsall có thiết kế hầu như tương tự với lớp Cannon dẫn trước; khác biệt chủ yếu là ở hệ thống động lực Kiểu FMR do được trang bị động cơ diesel Fairbanks-Morse dẫn động qua hộp số giảm tốc đến trục chân vịt. Đây là cấu hình động cơ được áp dụng rộng rãi trên tàu ngầm, được chứng tỏ là có độ tin cậy cao hơn so với lớp Cannon.
Vũ khí trang bị bao gồm ba pháo 3 in (76 mm)/50 cal trên tháp pháo nòng đơn có thể đối hạm hoặc phòng không, một khẩu đội pháo phòng không Bofors 40 mm nòng đôi và tám pháo phòng không Oerlikon 20 mm. Vũ khí chống ngầm bao gồm một dàn súng cối chống tàu ngầm Hedgehog Mk. 10 (có 24 nòng và mang theo 144 quả đạn); hai đường ray Mk. 9 và tám máy phóng K3 Mk. 6 để thả mìn sâu. Con tàu vẫn giữ lại ba ống phóng ngư lôi Mark 15 21 inch (533 mm), và được trang bị radar SC dò tìm không trung và mặt biển. Thủy thủ đoàn đầy đủ bao gồm 186 sĩ quan và thủy thủ.
Lansing được đặt lườn tại xưởng tàu của hãng Brown Shipbuilding ở Houston, Texas vào ngày 15 tháng 5, 1943. Nó được hạ thủy vào ngày 2 tháng 8, 1943, được đỡ đầu bởi bà Alberta L. Lansing, vợ góa của hạ sĩ quan Lansing, và nhập biên chế cùng Hải quân Hoa Kỳ vào ngày 10 tháng 11, 1943 dưới quyền chỉ huy của Hạm trưởng, Thiếu tá Tuần duyên Simon Raymond Sands.

## Lịch sử hoạt động

### 1944 - 1946
Sau khi hoàn tất việc chạy thử máy huấn luyện tại khu vực Bermuda, Lansing khởi hành từ Norfolk, Virginia vào ngày 13 tháng 2, 1944 cho chuyến hộ tống vận tải vượt Đại Tây Dương đầu tiên, bảo vệ cho Đoàn tàu UGS-33 đi sang Casablanca, Maroc thuộc Pháp. Đây là chuyến đầu tiên trong số tám chuyến hộ tống vận tải khứ hồi đi sang các cảng Bắc Phi và Địa Trung Hải trong chiến tranh.
Đi đến Boston, Massachusetts vào ngày 12 tháng 6, 1945 sau chuyến hộ tống vận tải cuối cùng, khi chiến tranh kết thúc tại Châu Âu, Lansing chuẩn bị để được điều động sang khu vực Mặt trận Thái Bình Dương. Nó băng qua kênh đào Panama vào ngày 2 tháng 8, và vẫn đang trên đường hướng sang Trân Châu Cảng khi Nhật Bản chấp nhận đầu hàng vào ngày 15 tháng 8, giúp chấm dứt vĩnh viễn cuộc xung đột. Vì vậy con tàu quay trở về New York vào ngày 26 tháng 9; rồi đi đến Green Cove Springs, Florida và được cho xuất biên chế tại đây vào ngày 25 tháng 4, 1946, và được đưa về Hạm đội Dự bị Đại Tây Dương.

### USCGCLansing(WDE-488)
Trong giai đoạn Chiến tranh Triều Tiên, từ ngày 15 tháng 6, 1952 đến ngày 29 tháng 3, 1954, Lansing được tạm thời chuyển cho lực lượng Tuần duyên Hoa Kỳ để hoạt động như là tàu cutter tuần tra USCGC Lansing (WDE-488) dưới quyền chỉ huy của Hạm trưởng, Thiếu tá Tuần duyên William F. Adams. Con tàu được hoàn trả cho Hải quân vào năm 1954.

### 1956 - 1965
Dự định được cải biến thành một tàu hộ tống khu trục cột mốc radar, Lansing được kéo đến Xưởng hải quân Mare Island để được đại tu và hiện đại hóa, rồi được xếp lại lớp và mang ký hiệu lườn mới DER-388 vào ngày 21 tháng 10, 1955. Nó được tái biên chế trở lại tại Mare Island vào ngày 18 tháng 12, 1956 dưới quyền chỉ huy của Hạm trưởng, Thiếu tá Hải quân Claude Noel DeBuhr.
Gia nhập Đội hộ tống 5, Lansing đặt cảng nhà tại Seattle, Washington và phục vụ như cột mốc radar trong Đường cảnh báo sớm từ xa - (DEW: Distant Early Warning) Line - dọc vùng bờ Tây nhằm cảnh báo sớm khả năng bị máy bay ném bom chiến lược hay tên lửa đạn đạo đối phương tấn công. Đến ngày 1 tháng 6, 1958 nó chuyển cảng nhà đến Trân Châu Cảng và bắt đầu hoạt động cùng Hải đội Hộ tống 7, rồi rời khu vực Hawaii một tháng sau đó để tuần tra như cột mốc radar tại hàng rào Thái Bình Dương, vốn kéo dài từ Alaska cho đến Midway. Con tàu làm nhiệm vụ tuần tra cảnh báo sớm tại khu vực này cho đến năm 1965, đồng thời tham gia hoạt động thử nghiệm bom nguyên tử tại đảo Johnston vào mùa Hè năm 1958 và mùa Thu năm 1962. Nó cũng có những chuyến đi sang viễn Đông vào các năm 1961 và 1963, và tham gia vào việc tìm kiếm một máy bay C-124 Globemaster II của Không quân bị mất tích vào tháng 1, 1964.
Đi đến Bremerton, Washington vào ngày 22 tháng 2, 1965, Lansing một lần nữa lại được chuẩn bị để ngừng hoạt động. Nó được cho xuất biên chế lần sau cùng tại đây vào ngày 21 tháng 5, 1965, và bị bỏ không cùng Hạm đội Dự bị Thái Bình Dương. Con tàu được rút tên khỏi danh sách Đăng bạ Hải quân vào ngày 1 tháng 2, 1974, và cuối cùng bị bán cho hãng Levin Metals Co., tại San Jose, California để tháo dỡ vào ngày 6 tháng 9, 1974.

## Phần thưởng
Nguồn: Navsource Naval History
|  |  |             |
|  |  | Bronze star |

| Huân chương Chiến dịch Hoa Kỳ                      |                                      |                                                                 |
| Huân chương Chiến dịch Châu Âu-Châu Phi-Trung Đông | Huân chương Chiến thắng Thế Chiến II | Huân chương Phục vụ Phòng vệ Quốc gia với 1 Ngôi sao Chiến trận |